# 248993 Jonava
248993 Jonava è un asteroide della fascia principale. Scoperto nel 2007, presenta un'orbita caratterizzata da un semiasse maggiore pari a 2,4333376 UA e da un'eccentricità di 0,2007082, inclinata di 11,30632° rispetto all'eclittica.